# Тригуб Олена Валеріївна
Олена Тригуб (1 листопада 1986, с. Новофастів, Погребищенський район, Вінницька область, Україна) — українська художниця декоративно-прикладного мистецтва, майстриня художньої вишивки.

## Життєпис
Народилася 1 листопада 1986 у селі Новофастів на Вінниччині.
У 1988 уся сім’я переїхала на постійне місце проживання у м. Немирів Вінницької області. У 2003 закінчила Немирівську середню ЗОШ I-III ступенів №1 ім. М.Д. Леонтовича (гімназію). Клас був з музичним нахилом, тому з 1-го класу була музика, спів, гра на сопілці, сольфеджіо та хореографія.
Була учасницею шкільного хору та ансамблю сопілкарів, під керівництвом Валентина Бука.
Одночасно з цим у 1995 по 2000 навчалася у Немирівській районній дитячій музичній школі, по класу бандури.
2007 — закінчила Вінницький кооперативний коледж економіки і права за напрямком підготовки «Економіка і підприємництво» та здобула кваліфікацію бакалавра з обліку і аудиту.
2008 — закінчила Київський національний економічний університет імені Вадима Гетьмана за спеціальністю «Облік та аудит» та здобула кваліфікацію магістра з обліку та аудиту.
2017 — закінчила Київський державний інститут декоративно-прикладного мистецтва і дизайну імені Михайла Бойчука здобула ступінь спеціаліста за спеціальністю «Декоративно-прикладне мистецтво». Здобула кваліфікацію: художник декоративно-прикладного мистецтва. Спеціалізація: художня вишивка та моделювання костюма (у 2015 здобула ступінь бакалавра за аналогічною спеціальністю).
В травні 2017 пройшла атестацію на народного майстра у Національній спілці майстрів народного мистецтва України.
З 2011 проживає у м. Бориспіль.

## Викладачі
Викладачка з дисципліни «Робота в матеріалі» — Валентина Костюкова . Викладачка з дисципліни «Композиція» — Олена Феоклістова. Викладачі з дисципліни «Рисунок» — Олексій Базилевич, Юлій Скаканді, Олеся Варкач. Викладачі з дисципліни «Живопис» — Володимир Прохоров, Юрій Мельничук.

## Виставки

Олена Тригуб. Сукня. Дипломна робота, 2017.

Фрагмент фартуха зі Всеукраїнської виставки "Кращий твір року". Олена Тригуб, 2018

У листопаді 2016 вперше взяла участь у виставці «Кращий твір року» Національної спілки майстрів народного мистецтва України у м. Київ.
У серпні 2017 взяла участь у виставці народного мистецтва «З Україною в серці» у м. Вінниця.
У жовтні 2017 взяла участь у 69-ій обласній виставці образотворчого та декоративно-прикладного мистецтва у м. Вінниця.
У жовтні 2017 взяла участь у виставці стипендіатів Президента України для молодих майстрів народного мистецтва.
У листопаді 2017 — виставка «Кращий твір року» Національної спілки майстрів народного мистецтва України.
У 2018 — отримала стипендію Президента України для молодих майстрів народного мистецтва.
У листопаді 2018 взяла участь у виставці «Кращий твір року» Національної спілки майстрів народного мистецтва України у м. Київ.

## Діяльність
З листопада 2007 працює бухгалтеркою в Акціонерному товаристві Київський науково-дослідний і проектно-конструкторський інститут "Енергопроект" (Київ).
З 2007 — членкиня ППО ПАТ КІЕП та член Організації молоді ППО ПАТ КІЕП, які входять до складу Атомпрофспілки. З 2017 — Голова комісії ППО АТ КІЕП з культурно-масової діяльності та членкиня ради молоді ОМ ППО АТ КІЕП.
У 2015 році була волонтеркою в Національному центрі народної культури Музеї Івана Гончара.
Брала участь в організації міжмузейного міжнародного, мультимедійного, експериментального виставкового проекту «Три виміри Василя Кричевського: від народної орнаментики до національного стилю».
У жовтні 2017 взяла участь у міжнародному семінарі «Ignorance or Tolerance», від громадської організації «Акція спокути заради миру». Семінар проводився у Словаччині і був присвячений проблемам нетерпимості, агресії та пасивності в сучасному європейському суспільстві. В якості конфліктних прикладів для розгляду було обрано вірменсько-азербайджанський конфлікт щодо спірної території Нагорного Карабаху, російсько-українська війна на сході України, а також вірменсько-турецькі стосунки після геноциду вірмен у 1915 році та словацько-угорські стосунки.
З весни 2018 працює у ПрИкрасній майстерні МАКОВІЯ. Допомагає у створенні головних уборів.
Збирає, вивчає, поширює народне мистецтво, народні пісні, звичаї, традиції. Знає близько 100 технік традиційної української вишивки. Захоплюється грою на музичних інструментах. Любить подорожувати.

## Родина

Писанки. Олена Тригуб, 2019.

Батько — Валерій Тригуб (1963). Мати – Наталія Тригуб (Іщук) (1964). Брат – Тарас Тригуб (1992).
Бабуся — Ганна Тригуб (Левчук) (1930 — 2011). Від неї Олена успадкувала любов до вишивки і народного мистецтва. Бабуся уміла прясти, в’язати, ткати, шити, вишивати. Гарно співала та танцювала.
Одружена.